# Mesosa kojimai
Mesosa kojimai là một loài bọ cánh cứng trong họ Cerambycidae.